# Macrostemum pulcherrimum
Macrostemum pulcherrimum är en nattsländeart som först beskrevs av Walker 1852.  Macrostemum pulcherrimum ingår i släktet Macrostemum och familjen ryssjenattsländor. Inga underarter finns listade i Catalogue of Life.